# Тодар Мал
Тодар Мал (*д/н —8 листопада 1589) — державний та військовий діяч часів правління могольського падишаха Акбара.

## Життєпис
Походив з невеличкого індуського князівського роду. Замолоду перебрався до Аґри. У 1560 році поступив на службу Акбару. У 1570 році призначається дівані (міністром фінансів). У 1582 році завершив реформи, що сприяли покращенню збору податків, різних зборів, налагодженню статистики, впроваджено стандартизацію мір та ваги.
Разом із фінансовими та податковими реформами бере участь у військових походах падишаха. У 1573 році призначається субадаром Гуджарата, продовжуючи займати посаду дівані. У 1574 році призначається помічником Мунім-хана у поході до Бенгалії. У 1575 році звитяжив у битві при Тукарої, де був переможений Дауд Карарані. Тодал Мал радив Мунім-хану поставити субадаром Бенгалії вірного чиновника, проте той не послухав, залишивши Дауда. Незабаром той повстав й довелося знову захоплювати Бенгалію.
У 1580 році у зв'язку з численними повстаннями проти Акбара по всій імперії Тодар Малу доручається приборкати Біхар й Бенгалії. Це вдалося йому лише у 1584 році.
У 1585 році Тодал Мал разом з Ман I Сінґхом отримує завдання розбити афганські племена юсуфзаїв, що контролювали Хайберський перевал. Після успішного виконання завдання повертається до Делі. У 1589 році спрямовується до Лахору, щоб підготувати вторгнення до Сінду й Белуджистану, проте помирає 8 листопада.